# بول إرنست (كاتب أمريكي)
بول إرنست (بالإنجليزية: Paul Ernst)‏ (1899، ويست بيوريا في الولايات المتحدة - 1985)؛ كاتب وروائي أمريكي.